# Nuoto ai Giochi della XI Olimpiade - 100 metri dorso maschili
La competizione 100 metri dorso maschili di nuoto dei Giochi della XI Olimpiade si è svolta nei giorni dal 12 al 14 agosto 1936 al Berlin Olympic Swim Stadium

## Risultati

### Batterie
12 agosto 1936 ore 10:30
I primi tre di ogni serie più il miglior tempo degli esclusi furono ammessi alle semifinali.
| Pos. | Atleta          | Nazione       | Tempo  |
| ---- | --------------- | ------------- | ------ |
| 1    | Adolph Kiefer   | Stati Uniti   | 1'06"9 |
| 2    | Masaji Kiyokawa | Giappone      | 1'07"2 |
| 3    | Hans Schwarz    | Germania      | 1'11"0 |
| 4    | Elemér Gombos   | Ungheria      | 1'12"4 |
| 5    | Jack Middleton  | Gran Bretagna | 1'15"0 |
| 6    | Benvenuto Nuñes | Brasile       | 1'16"9 |

| Pos. | Atleta               | Nazione     | Tempo  |
| ---- | -------------------- | ----------- | ------ |
| 1    | Taylor Drysdale      | Stati Uniti | 1'09"0 |
| 2    | Heinz Schlauch       | Germania    | 1'10"1 |
| 3    | Draško Vilfan        | Jugoslavia  | 1'11"7 |
| 4    | Stans Scheffer       | Paesi Bassi | 1'13"6 |
| 5    | Árpád Lengyel        | Ungheria    | 1'15"2 |
| 6    | Munroe Bourne        | Canada      | 1'17"2 |
| 7    | Antônio Amaral Filho | Brasile     | 1'21"0 |

| Pos. | Atleta              | Nazione     | Tempo  |
| ---- | ------------------- | ----------- | ------ |
| 1    | Yasuhiko Kojima     | Giappone    | 1'09"7 |
| 2    | Albert van de Weghe | Stati Uniti | 1'10"6 |
| 3    | Nils Christiansen   | Filippine   | 1'11"5 |
| 4    | Erwin Simon         | Germania    | 1'11"7 |
| 5    | György Erdélyi      | Ungheria    | 1'14"7 |
| 6    | Marcel Neumann      | Lussemburgo | 1'18"8 |

| Pos. | Atleta             | Nazione       | Tempo  |
| ---- | ------------------ | ------------- | ------ |
| 1    | Jack Besford       | Gran Bretagna | 1'12"0 |
| 2    | Gordon Kerr        | Canada        | 1'12"9 |
| 3    | Björn Borg         | Svezia        | 1'15"2 |
| 4    | Boris Roolaid      | Estonia       | 1'21"1 |
| 5    | Emmanouil Mallidis | Grecia        | 1'21"5 |
| 6    | Marcel Neumann     | Lussemburgo   | 1'18"8 |

| Pos. | Atleta              | Nazione     | Tempo  |
| ---- | ------------------- | ----------- | ------ |
| 1    | Kiichi Yoshida      | Giappone    | 1'10"0 |
| 2    | Percy Oliver        | Australia   | 1'10"2 |
| 3    | Piet Metman         | Paesi Bassi | 1'13"7 |
| 4    | Ademar Caballero    | Brasile     | 1'17"0 |
| 5    | Børge Bæth          | Danimarca   | 1'17"3 |
| 6    | Alfonso Casasempere | Cile        | 1'21"0 |

### Semifinali
13 agosto 1936 ore 16:50
I primi tre di ogni serie più il miglior tempo degli esclusi furono ammessi alla finale.
| Pos. | Atleta              | Nazione     | Tempo  |
| ---- | ------------------- | ----------- | ------ |
| 1    | Adolph Kiefer       | Stati Uniti | 1'06"8 |
| 2    | Albert van de Weghe | Stati Uniti | 1'08"6 |
| 3    | Percy Oliver        | Australia   | 1'09"4 |
| 4    | Kiichi Yoshida      | Giappone    | 1'09"5 |
| 5    | Nils Christiansen   | Filippine   | 1'11"1 |
| 6    | Erwin Simon         | Germania    | 1'11"7 |
| 7    | Hans Schwarz        | Germania    | 1'11"8 |
| 8    | Björn Borg          | Svezia      | 1'16"3 |

| Pos. | Atleta          | Nazione       | Tempo  |
| ---- | --------------- | ------------- | ------ |
| 1    | Taylor Drysdale | Stati Uniti   | 1'08"6 |
| 2    | Masaji Kiyokawa | Giappone      | 1'09"7 |
| 3    | Yasuhiko Kojima | Giappone      | 1'09"9 |
| 4    | Heinz Schlauch  | Germania      | 1'10"8 |
| 5    | Gordon Kerr     | Canada        | 1'11"2 |
| 6    | Draško Vilfan   | Jugoslavia    | 1'13"3 |
| 7    | Jack Besford    | Gran Bretagna | 1'13"6 |
| 8    | Piet Metman     | Paesi Bassi   | 1'14"1 |

### Finale
14 agosto 1936 ore 16:30
| Pos.    | Atleta              | Nazione     | Tempo  |
| ------- | ------------------- | ----------- | ------ |
| Oro     | Adolph Kiefer       | Stati Uniti | 1'05"9 |
| Argento | Albert van de Weghe | Stati Uniti | 1'07"7 |
| Bronzo  | Masaji Kiyokawa     | Giappone    | 1'08"4 |
| 4       | Taylor Drysdale     | Stati Uniti | 1'09"4 |
| 5       | Kiichi Yoshida      | Giappone    | 1'09"7 |
| 6       | Yasuhiko Kojima     | Giappone    | 1'10"4 |
| 7       | Percy Oliver        | Australia   | 1'10"7 |